# Richie Hayward
Richard "Richie" Hayward (6 de febrer de 1946 – 12 d' agost de 2010) era un bateria estatunidenc conegut com a membre fundador del grup Little Feat. Va actuar amb d'altres grups, a més de fer de músic d'estudi. També ha col·laborat en petits papers a la televisió, inclosos un episodi d'F Troop.
Richie Hayward va formar part d'un grup de Southern California. Abans de crear Little Feat, Va ser membre dels grups The Fraternity of Man i The Factory, on va conèixer el líder del grup, en Lowell George. A banda de la seva feina amb Little Feat, en Richie va enregistrar i actuar amb molts altres artistes, entre els quals hi trobem: Joan Armatrading, Delaney Bramlett, Kim Carnes, Eric Clapton, Ry Cooder, James Cotton, The Doobie Brothers, Bob Dylan, Peter Frampton, Buddy Guy, Arlo Guthrie, Al Kooper, Jonny Lang, Barbra Streisand, Eric Lynn, Nils Lofgren, Taj Mahal, Coco Montoya, Robert Palmer, Van Dyke Parks, Robert Plant, Paul Rodgers, Linda Ronstadt, Bob Seger, Carly Simon, Nancy Sinatra, Stephen Stills, Tom Waits, John Cale, Warren Zevon, Warren Haynes, Jimmy Herring, i Helen Watson. Va morir l'estiu de 2010 de complicacions a causa de càncer de fetge.